# مرياما سايلا
مرياما سايلا فاي (بالفرنسية: Mariama Sylla Faye)‏، هي مُمثلة ومُخرجة ومُغنية سنغالية. مرياما هي الأُخت الصغرى للكاتب والمُخرج خدي سيلا.

## روابط خارجية
مرياما سايلا على موقع IMDb (الإنجليزية)
- مرياما سايلا على موقع ألو سيني (الفرنسية)
- مرياما سايلا على موقع قاعدة بيانات الفيلم (الإنجليزية)